# A veces despierto temblando
A veces despierto temblando es la primera novela de Ximena Santaolalla, ganadora del premio Mauricio Achar en 2021.

## Contexto
La novela ficticia se desarrolla en la Guerra civil de Guatemala, durante la presidencia de Efraín Ríos Montt. En la novela se relatan los hechos vividos (en primera persona) los personajes, haciendo saltos en el tiempo entre la presidencia (1982-1983) y el juicio de Ríos Montt (2012). En los personajes se encuentran miembros de las Brigadas de fuerzas especiales Kaibil (entre ladinos e indígenas), así como indígenas que el gobierno consideraba comunistas y enemigos de Guatemala.
La novela transcurre entre Estados Unidos, México, la selva guatemalteca y la Ciudad de Guatemala. 
En la sinopsis del libro se puede leer:
Dos kaibiles son enviados a un entrenamiento militar élite en Texas. Los adiestran para abatir el comunismo, la guerrilla y los pueblos originarios de Guatemala. Sus vidas no pertenecen a ellos mismos, sino a la patria; y si acaso al comandante kaibil Francisco Chinchilla, del servicio secreto guatemalteco, que está a cargo de su tortura, aquella que los dejará ciegos ante las atrocidades que presencian y perpetran durante la dictadura del militar Efraín Ríos Montt. A veces despierto temblando es una poderosa novela coral, escrita con una prosa tan poética como demoledora.

## Personajes

#### Ocelote (Yenuen Chuc)
Kaibil. Nacido en Salcajá, Quetzaltenango, Guatemala, de familia de pocos recursos económicos. Su lengua materna es el kiché y en 2012 tiene 58 años. Fue entrenado por Francisco Chinchilla y trabaja para el coronel Estrada y el "Coronelito".

#### Aura (Aura Fabián)
Nació en Ciudad de Guatemala, en una familia de músicos. Tiene 44 años en 2012, es sobreviviente de tortura. Vive en México y es cantante de ópera.

#### Francisco Chinchilla
Kaibil. Prófugo. Nació en Quetzaltenango de madre kiché y padre ladino. Tiene 68 años en 2012. Fue miembro de la Mano Blanca, escuadrones de la muerte G2. Trabaja para el coronel Estrada.

#### Victoria (Victoria Justina Tecu)
Mujer sobreviviente de las masacres de 1982 y 1983, pues aunque no estuvo en las matanzas, su pueblo desapareció completamente.

#### Dedos (Almíkar Sosa/Mike o Miguel Rosas)
Kaibil. Prófugo con una identidad robada, se hace llamar Miguel o Mike Rosas. Nacido en Chiquimulilla, Santa Rosa, Guatemala, de familia de pocos recursos económicos. Sus idiomas maternos son en xinca y el español. Tiene 53 años en 2012. Fue el carcelero de Aura.